# 火焔滝
火焔滝（ひのほえのたき）は、山形県米沢市にある滝。吾妻連峰の麓の大平温泉の近くにある。

## 地理
西吾妻山（標高2.035メートル）にある滝で、最上川の源流部とされている。なお、米沢市と同じ「赤滝」と「黒滝」の展望台に「最上川源流の碑」があるが、山形県の資料では「火焔滝」が源流と定められていると説明されている。
火焔滝は大平渓谷にあり、紅葉などが素晴らしい。

## 最寄駅
- 米坂線・山形線米沢駅から、車で60分。